# Polisseno
Nella mitologia greca, Polisseno (in greco antico: Πολύξεινος?, Polýxeinos) era il nome di un capitano epeo, figlio di Agastene, proprietario di un vasto contingente di alleati achei al tempo della guerra di Troia. Figura nel libro II dell'Iliade accanto ai condottieri epei Anfimaco, Talpio e Diore.

## Il mito

### Origini
Figlio di Agastene e Peloride, era nipote di Augia dal lato paterno, il leggendario re dell'Elide punito da Eracle per la sua insolenza. Reso orfano da Eracle, il quale, intrapresa una campagna militare contro Augia, lo aveva ucciso insieme a tutti i suoi figli, Polisseno fu riposto sul trono d'Elide solo grazie alla mediazione dello zio superstite, Fileo.
 Al tempo della guerra di Troia, Polisseno condivideva il suo trono con i cugini Anfimaco e Talpio, figli dei Molionidi, e con Diore, figlio di Amarinceo.

### Nella guerra di Troia
Le liste mitologiche tramandano che Polisseno era uno degli innumerevoli pretendenti alla mano di Elena. In quanto legato al giuramento imposto da Tindaro, partecipò alla guerra di Troia allo scopo di strappare la donna alle grinfie dei Troiani. La figura di Polisseno è descritta nel II libro dell'Iliade nella parte relativa al Catalogo delle navi.
Le milizie di Epei nel conflitto consistevano in quaranta navi alleate, ed, essendo quattro i capitani, dieci di esse vennero guidate da un rispettivo comandante. Polisseno, ultimo di questi ad essere citato nell'Iliade, è presentato come un guerriero dall'aspetto divino. C'è chi sostiene che Polisseno fosse al comando di tutte e quaranta le navi degli Epei e che la sua patria non era l'Elide, bensì l'Etolia.
Omero tace delle imprese di Polisseno, escludendolo totalmente dalla cerchia degli eroi maggiori. Più di un autore ha cercato di colmare questa lacuna, arricchendo la biografia dell'eroe con notizie di sua invenzione. Secondo una tradizione non omerica, Polisseno cadde in combattimento per mano di Ettore insieme al compagno epeo Diore (versione ignota all'Iliade che afferma tra l'altro la morte di quest'ultimo per mano di Piroo). Probabilmente ancora meno credito va concesso ad un'ulteriore variante che vuole Polisseno massacrato dallo stesso Ettore in una tremenda carneficina che mieté migliaia di vittime di parte achea.

### Il ritorno
La tradizione più autorevole è forse quella che attesta il ritorno di Polisseno in patria dopo una lontananza di dieci anni; dopo aver ripreso il posto sul trono d'Elide, l'eroe fu rincuorato dalla nascita di un figlio, che egli chiamò Anfimaco in memoria dell'omonimo compagno, figlio di Cteato, morto in guerra per mano di Ettore. Superstite del conflitto insieme a Talpio, gli Epei avevano infatti assistito alla morte di Diore, per mano del tracio Piroo, e a quella di Anfimaco, durante la battaglia presso le navi.
Durante i suoi anni di regno, Polisseno accolse presso di sé Ulisse, fresco dell'uccisione dei Proci ad Itaca, e lo riempì di doni preziosi, tra cui un cratere di ottima fattura raffigurante la storia di Augia e degli architetti Agamede e Trofonio. La tradizione vuole che Polisseno sia morto in Elide, dove sarebbe ancora visibile la sua tomba.